# Galten Herred

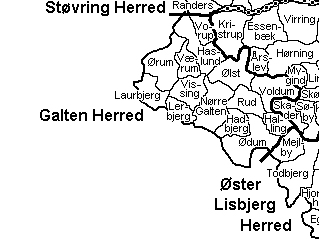
Galten Herred.

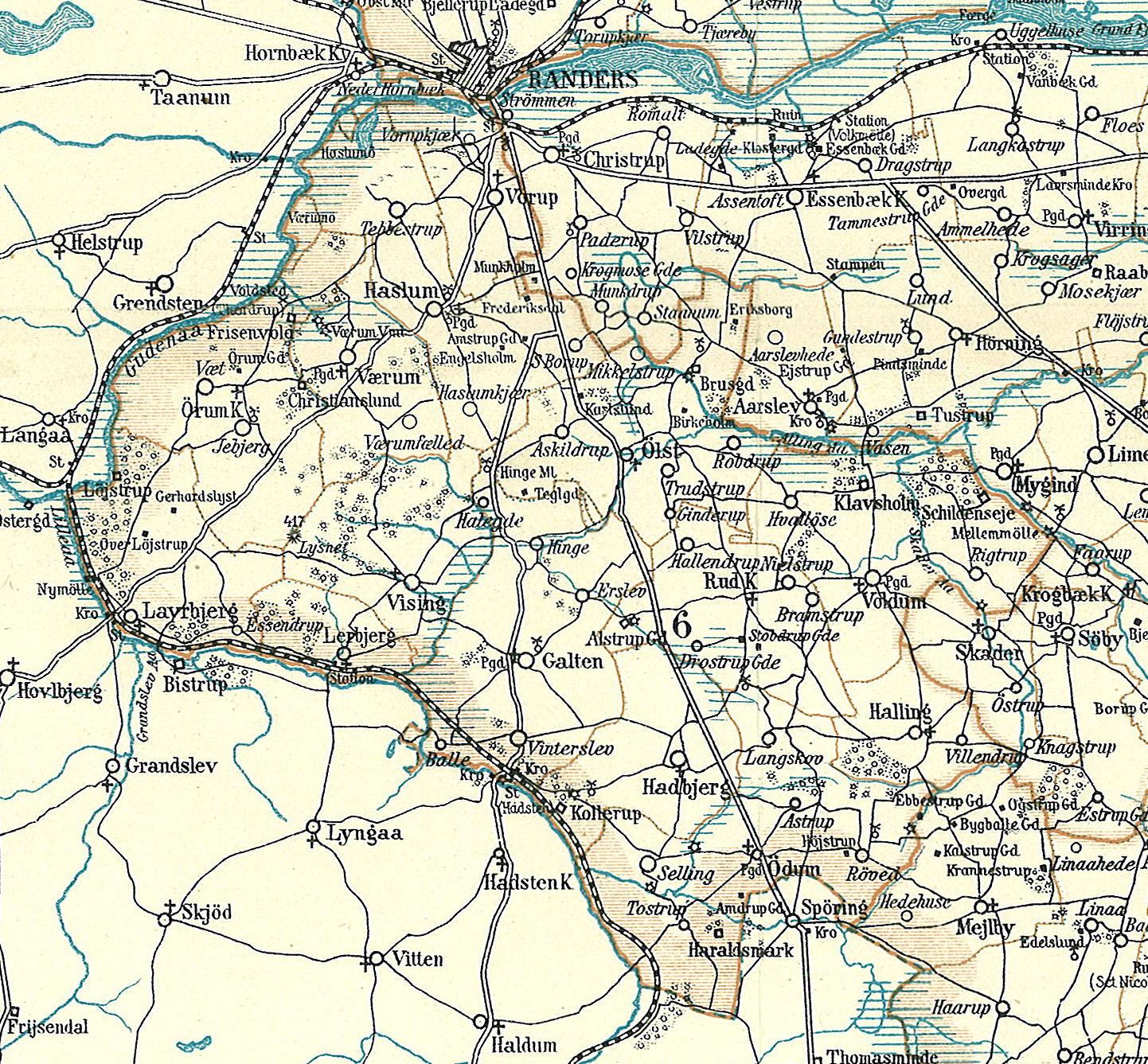
Galten Herred rond 1900

Galten Herred was een herred in het voormalige Randers Amt in Denemarken. In 1970 ging het gied over naar de nieuw gevormde provincie Aarhus. Galten wordt in  Kong Valdemars Jordebog vermeld als Galtænhæreth.

## Parochies
Galten was oorspronkelijk verdeeld in 14 parochies.
- Hadbjerg
- Halling
- Haslund
- Laurbjerg
- Lerbjerg
- Nørre Galten
- Rud
- Værum
- Vissing
- Voldum
- Vorup
- Ødum
- Ølst
- Ørum